# Krill del nord
El krill del nord (Meganyctiphanes norvegica) és una espècie de crustaci malacostraci de l'ordre Euphausiacea, l'única espècie del gènere Meganyctiphanes.
Viu en les aigües de l'Atlàntic Nord. És un component molt important del zooplàncton oceànic, aliment de balenes, peixos i aus. En l'oceà Antàrtic, el krill antàrtic (Euphausia superba) compleix un rol similar.